# Herne, Kent
Herne (engelskt uttal: [hɜːrn]) är en ort i grevskapet Kent i sydöstra England. Orten ligger i distriktet Canterbury och civil parishen Herne and Broomfield, cirka 8,5 kilometer nordost om Canterbury. Tätorten (built-up area) hade 14 872 invånare vid folkräkningen år 2021.
Herne var en civil parish fram till 1934 när blev den en del av Herne Bay. Civil parishen hade 2 269 invånare år 1931.